# Parazilia strandi
Parazilia strandi là một loài nhện trong họ Tetragnathidae. Chúng được miêu tả năm 1938 bởi Lessertm thường xuất hiện ở Congo.